# HD 74395
HD 74395 (F Hydrae) é uma estrela na direção da Hydra. Possui uma ascensão reta de 08h 43m 40.38s e uma declinação de −07° 14′ 01.4″. Sua magnitude aparente é igual a 4.63. Considerando sua distância de 604 anos-luz em relação à Terra, sua magnitude absoluta é igual a −1.71. Pertence à classe espectral G2Ib.